# USS Boston (CA-69)
USS Boston (CA-69/CAG-1) là một tàu tuần dương hạng nặng lớp Baltimore của Hải quân Hoa Kỳ được chế tạo trong Chiến tranh Thế giới thứ hai. Nó là chiếc tàu chiến thứ sáu của Hải quân Mỹ được đặt cái tên này, theo tên thành phố Boston thuộc tiểu bang Massachusetts. Con tàu đã hoạt động thuần túy tại Mặt trận Thái Bình Dương cho đến khi chiến tranh kết thúc, được cho xuất biên chế và đưa về thành phần dự bị không lâu sau đó.
Được huy động trở lại, nó được cải biến thành tàu tuần dương tên lửa điều khiển vào năm 1952 với ký hiệu lườn mới CAG-1, trở thành chiếc dẫn đầu của lớp tàu tuần dương Boston, rồi tiếp tục phục vụ trong cuộc Chiến tranh Việt Nam cho đến khi ngừng hoạt động vào năm 1970. Con tàu được cho rút đăng bạ vào năm 1973 và bị tháo dỡ vào năm 1975. Boston được tặng thưởng 10 Ngôi sao Chiến trận do thành tích phục vụ trong Thế Chiến II và thêm 5 Ngôi sao Chiến trận khác trong cuộc Chiến tranh Việt Nam.

## Thiết kế và chế tạo

### Thiết kế
Sau khi những giới hạn về tải trọng của tàu tuần dương hạng nặng do Hiệp ước Hải quân Washington quy định được dỡ bỏ, lớp Baltimore được thiết kế về căn bản dựa trên chiếc USS Wichita, và một phần cũng dựa trên lớp tàu tuần dương hạng nhẹ lớp Cleveland đang được chế tạo. Những chiếc Baltimore có trong lượng choán nước tiêu chuẩn lên đến 14.500 tấn Anh (14.733 t), và trang bị chín khẩu pháo 8 in (200 mm) trên ba tháp pháo ba nòng. So với lớp Wichita, vũ khí phòng không hạng nhẹ tiếp tục được tăng cường: 12 khẩu đội Bofors 40 mm bốn nòng (48 nòng pháo) cùng với 20-28 khẩu Oerlikon 20 mm. Sau Thế chiến II, pháo phòng không 20 mm bị tháo dỡ do kém hiệu quả, và pháo Bofors 40 mm được thay thế bằng pháo 3-inch/50-caliber trong thập niên 1950.

### Chế tạo
Boston được đặt lườn tại xưởng tàu Fore River của hãng Bethlehem Steel Company tại Quincy, Massachusetts vào ngày 30 tháng 6 năm 1941. Nó được hạ thủy vào ngày 26 tháng 8 năm 1942; được đỡ đầu bởi bà Maurice J. Tobin, phu nhân Thị trưởng thành phố Boston; và được cho nhập biên chế vào ngày 30 tháng 6 năm 1943 dưới quyền chỉ huy của hạm trưởng, Đại tá Hải quân J. H. Carson.

## Lịch sử hoạt động

### Chiến tranh Thế giới thứ hai
Boston được điều động về Hạm đội Thái Bình Dương, và đã đi đến Trân Châu Cảng vào ngày 6 tháng 12 năm 1943. Nó gia nhập Lực lượng Đặc nhiệm 58 vào tháng 1 năm 1944 và đã tham gia cuộc không kích lên quần đảo Marshall để hỗ trợ cho các cuộc chiếm đóng Kwajalein, Majuro và Eniwetok từ ngày 31 tháng 1 đến ngày 28 tháng 2 năm 1944.
Boston cũng hỗ trợ cho các cuộc tấn công Palau và Tây Caroline từ 30 tháng 3 đến 1 tháng 4, và các hoạt động tại Hollandia (ngày nay là Jayapura) và Tây New Guinea trong các ngày 21 tháng 4-24 tháng 4. Chiếc tàu tuần dương đã tham gia cuộc tấn công Truk, bao gồm việc bắn phá đảo Satawan từ ngày 29 tháng 4 đến ngày 1 tháng 5. Boston cũng hỗ trợ cho cuộc xâm chiếm Saipan từ ngày 11 tháng 6 đến ngày 24 tháng 6, và tham gia nhiều cuộc không kích lên quần đảo Bonin trong tháng 6 và tháng 7. Nó cũng hỗ trợ cho lực lượng đặc nhiệm tàu sân bay nhanh trong Trận chiến biển Philippine vào ngày 19 tháng 6.
Boston quay trở lại quần đảo Mariana vào ngày 12 tháng 7 để hỗ trợ cho cuộc chiếm đóng Guam cho đến khi chiến dịch này thành công vào ngày 15 tháng 8. Chiếc tàu tuần dương cũng tham gia vào việc bắn phá Palau-Yap-Ulithi trong các ngày 25-27 tháng 7, cũng như cuộc đổ bộ lên Morotai vào ngày 15 tháng 9 và cuộc chiếm đóng phía Nam Palaus từ ngày 6 tháng 9 đến ngày 14 tháng 10. Nó cũng hỗ trợ cho các cuộc không kích lên quần đảo Philippine, bắt đầu vào ngày 9 tháng 9 cho đến ngày 24 tháng 9.
Boston phục vụ cùng với Lực lượng Đặc nhiệm 38 trong cuộc không kích Okinawa vào ngày 10 tháng 10, và cuộc không kích phía Bắc Luzon và Đài Loan vào ngày 11–14 tháng 10, cũng như các cuộc không kích Luzon vào các ngày 15 tháng 10 và 24–26 tháng 10, 13–14 tháng 11 năm 19–20 tháng 11 và 14–16 tháng 12. Boston cũng tham gia Trận chiến vịnh Leyte vào ngày 24 tháng 10 cũng như các cuộc không kích xuống Đài Loan vào các ngày 3-4, 9, 15 và 21 tháng 1 năm 1945. Các đợt không kích khác lên Luzon tiến hành vào ngày 6–7 tháng 1, và lên lục địa Trung Hoa vào ngày 12 và 16 tháng 1. Lực lượng đặc nhiệm tàu sân bay tiến hành không kích Nansei Shoto vào ngày 22 tháng 1, và không kích Honshū cùng Nansei Shoto vào các ngày 15–16 tháng 2 và 1 tháng 3, trong đó bản thân chiếc tàu tuần dương cũng trực tiếp bắn pháo xuống chính quốc Nhật Bản.
Boston sau đó quay trở về Hoa Kỳ để đại tu, đi đến Long Beach, California vào ngày 25 tháng 3 năm 1945. Quay trở lại khu vực Tây Thái Bình Dương ngang qua Trân Châu Cảng và Eniwetok, nó gia nhập Lực lượng Đặc nhiệm 38 để tiến hành không kích lên các đảo chính quốc Nhật Bản từ ngày 20 tháng 7 đến ngày 15 tháng 8, bao gồm việc ném bom Kamaishi, Honshū ngày 9 tháng 8. Sau khi Nhật Bản đầu hàng, Boston tiếp tục ở lại khu vực Viễn Đông trong vai trò hỗ trợ lực lượng chiếm đóng cho đến ngày 28 tháng 2 năm 1946. Sau đó nó quay trở về Hoa Kỳ và được đưa về lực lượng dự bị tại Xưởng hải quân Puget Sound vào ngày 12 tháng 3 năm 1946; nó được cho xuất biên chế vào ngày 29 tháng 10 năm 1946.

### Tàu tuần dương tên lửa điều khiển

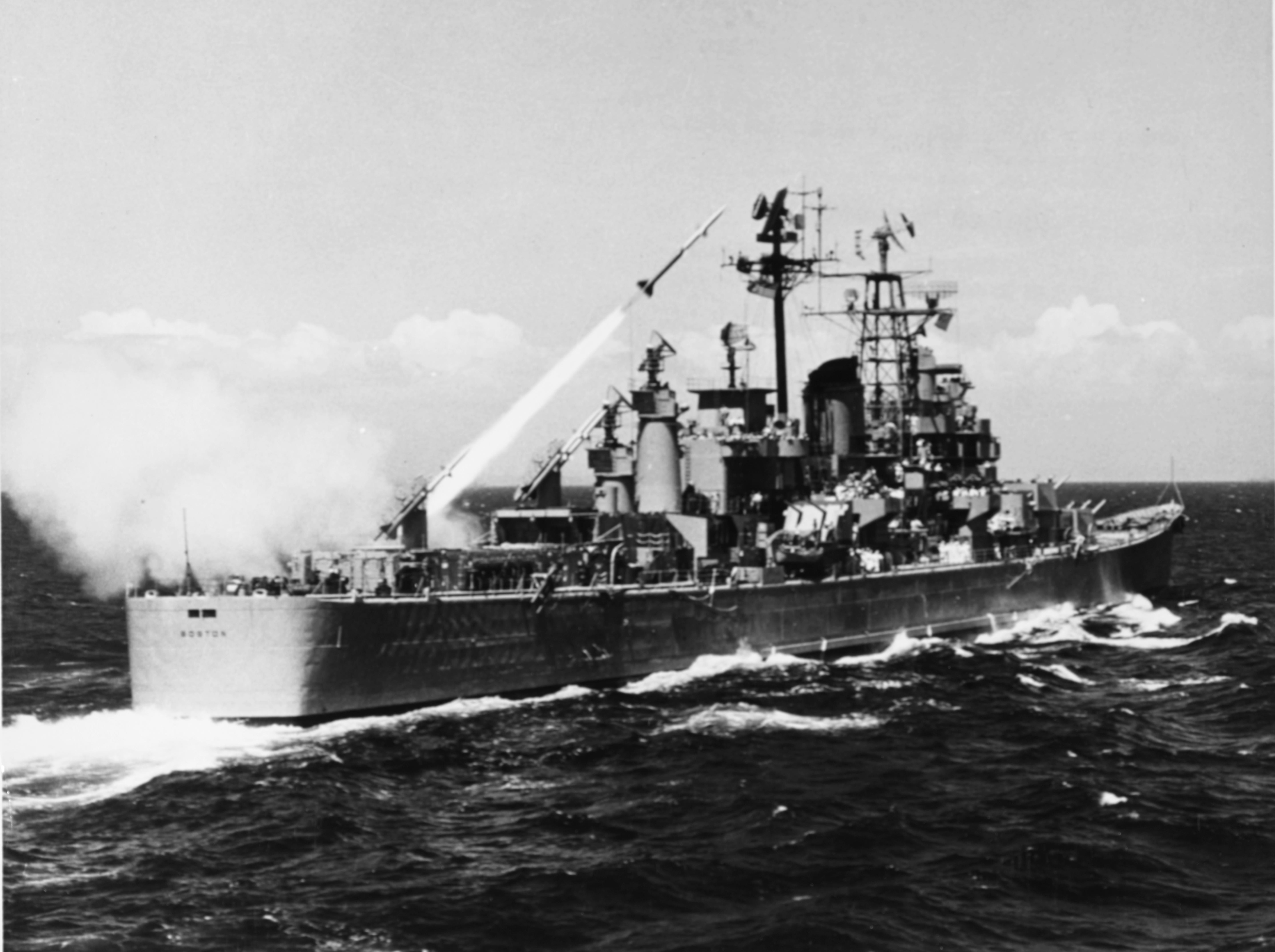
USS Boston (CAG-1) đang bắn tên lửa điều khiển Terrier, tháng 8 năm 1956.

Boston được xếp lại lớp với ký hiệu lườn mới CAG-1 vào ngày 4 tháng 1 năm 1952 như là chiếc tàu tuần dương tên lửa điều khiển đầu tiên trên thế giới. Vào tháng 2 năm 1952 nó được kéo từ Bremerton, Washington, đến Philadelphia để được cải biến thành tàu tuần dương tên lửa hạng nặng bởi hãng New York Shipbuilding Corporation, Camden, New Jersey. Trong quá trình cải biến, tháp pháo 8 inch phía đuôi được tháo dỡ thay thế bằng bệ phóng tên lửa phòng không; đồng thời nó cũng được hiện đại hóa. Boston được cho tái hoạt động vào ngày 1 tháng 11 năm 1955 như là chiếc dẫn đầu cho lớp tàu tuần dương Boston, đã hoạt động dọc theo bờ Đông Hoa Kỳ và tại khu vực Caribbe tiến hành các thử nghiệm đánh giá tên lửa cùng tham gia các cuộc tập trận hạm đội cho đến khi lên đường đi Địa Trung Hải vào ngày 23 tháng 11 năm 1956. Nó quay trở về nhà vào tháng 5 năm 1957.
Sau khi thực hiện một chuyến đi thực tập cho học viên sĩ quan đến Nam Mỹ và tham gia cuộc tập trận Chiến dịch Strikeback của khối NATO tại Bắc Đại Tây Dương, Boston trải qua một đợt đại tu, rồi lần thứ hai được bố trí đến Đệ Lục hạm đội vào tháng 6-tháng 9 năm 1958. Trong chuyến đi này nó đã can dự vào vụ khủng hoảng Liban. Trong vòng tám năm tiếp theo sau, nó thường xuyên hoạt động tại Địa Trung Hải, thường là trong vai trò soái hạm, cũng như tham gia các cuộc tập trận ngoài khơi Bắc Âu, vùng biển Caribbe và ngoài khơi Bờ Đông Hoa Kỳ. Boston đã phục vụ như là soái hạm cho các nỗ lực thu hồi vũ khí nguyên tử bị rơi trong vụ khủng hoảng Palomares từ tháng 2 đến tháng 4 năm 1966.

### Chiến tranh Việt Nam
Vào tháng 4 năm 1967, lần đầu tiên Boston quay trở lại khu vực Thái Bình Dương sau 15 năm, băng qua kênh đào Panama bắt đầu một lượt phục vụ chiến đấu cùng Đệ Thất hạm đội. Nằm trong thành phần Đơn vị Đặc nhiệm Hải pháo Hỗ trợ 77.8.9 và trong khuôn khổ các hoạt động của Chiến dịch Sea Dragon ngoài khơi Bắc Việt Nam, nó đã bắn hàng ngàn quả đạn pháo 8 inch và 5 inch xuống các mục tiêu phía Bắc và Nam của Việt Nam. Mặc dù tiếp tục đặt căn cứ nhà tại vùng Bờ Đông, chiếc tàu tuần dương lại được bố trí thêm hai lượt phục vụ tại khu vực Tây Thái Bình Dương vào tháng 4–tháng 10 năm 1968 và tháng 5-tháng 11 năm 1969, là chiếc tàu tuần dương duy nhất của Đệ Lục hạm đội được bố trí ba lượt đến vùng chiến sự.
Vào tháng 5 năm 1968, Boston được xếp lại lớp thành một "Tàu tuần dương tấn công hạng nặng", quay trở lại ký hiệu lườn ban đầu CA-69. Cho dù nó vẫn giữ lại các dàn tên lửa Terrier, sự phát triển nhanh chóng trong lĩnh vực kỹ thuật này đã làm cho số vũ khí trên nhanh chóng lạc hậu chỉ sau hơn một thập niên phục vụ; nên các khẩu pháo 8 inch của nó quay trở lại làm dàn hỏa lực chính, với sáu khẩu còn được giữ lại trên các tháp pháo phía trước.
Vào ngày 16–17 tháng 6 năm 1968, trong khi tiến hành bắn hải pháo xuống các mục tiêu tại Bắc Việt Nam, Boston cùng với tàu khu trục tên lửa điều khiển Australia HMAS Hobart tình cờ bị máy bay chiến đấu phản lực Hoa Kỳ tấn công. Cả hai chiếc tàu chiến đều bị thiệt hại nhẹ, và có hai thủy thủ Úc tử trận. Các con tàu đang ở gần vị trí của các xuồng tuần tra nhanh PCF-12 và PCF-19, vốn bị máy bay trực thăng của phía Bắc Việt Nam tấn công, trong đó PCF-19 bị đánh chìm với năm người tử trận. Những máy bay chiến đấu F-4 Phantom II đặt căn cứ tại Đà Nẵng đã phản ứng và đến nơi sau khi máy bay trực thăng của Bắc Việt Nam đã rời đi. Hải quân Mỹ chính thức ghi nhận sự cố xảy ra đối với Boston và Hobart như là một vụ bắn nhầm.
Boston bắt đầu quá trình ngừng hoạt động không lâu sau khi hoàn tất chuyến đi cuối cùng đến Việt Nam. Được cho xuất biên chế tại Boston, Massachusetts vào ngày 5 tháng 5 năm 1970, nó được cho rút khỏi danh sách Đăng bạ Hải quân vào tháng 1 năm 1973 (một nguồn khác cho là vào năm 1974) và được bán để tháo dỡ vào tháng 3 năm 1975. Công việc tháo dỡ hoàn tất vào năm 1976.

## Phần thưởng
Boston được tặng thưởng 10 Ngôi sao Chiến trận do thành tích phục vụ trong Thế Chiến II và thêm 5 Ngôi sao Chiến trận khác trong cuộc Chiến tranh Việt Nam. Nó cũng được trao tặng Đơn vị Tuyên dương Hải quân cho hoạt động bắn pháo hỗ trợ trong Trận Đông Hà vào tháng 5 năm 1968. Boston cũng được trao tặng Anh dũng Bội tinh của Việt Nam Cộng hòa cho các hoạt động bắn pháo hỗ trợ Chiến dịch "Sea Dragon" trong giai đoạn 30 tháng 7 đến 30 tháng 8 năm 1968, và một lần nữa trong các chiến dịch "Brave Armada" và "Durham Peak" vào tháng 6-tháng 7 năm 1969.
| Bronze star | Bronze star               |  |
|             | Silver star · Silver star |  |
|             |                           |  |
| Silver star |                           |  |
|             |                           |  |

| Dãi băng Hoạt động Tác chiến với 1 Ngôi sao Chiến trận | Đơn vị Tuyên dương Hải quân với 1 Ngôi sao Chiến trận                    | Huân chương Viễn chinh Hải quân                     |
| Huân chương Chiến dịch Hoa Kỳ                          | Huân chương Chiến dịch Châu Á-Thái Bình Dương với 10 Ngôi sao Chiến trận | Huân chương Chiến thắng Thế Chiến II                |
| Huân chương Phục vụ Chiếm đóng Hải quân                | Huân chương Phục vụ Phòng vệ Quốc gia                                    | Huân chương Viễn chinh Lực lượng Vũ trang           |
| Huân chương Phục vụ Việt Nam với 5 Ngôi sao Chiến trận | Đơn vị Tuyên dương Tổng thống Philippine                                 | Huân chương Anh Dũng Bội Tinh (Việt Nam Cộng Hòa)   |
| Huân chương Dân vụ Bội tinh (Việt Nam Cộng Hòa)        | Huân chương Giải phóng Philippine (Philippine)                           | Huân chương Chiến dịch Bội tinh (Việt Nam Cộng Hòa) |